# Jomo Kenyatta
Jomo Kenyatta, születési neve Kamau wa Muigai, keresztény neve 1914-től John Peter, majd Johnstone Kamau Ngengi, 1938-tól Mzee Jomo Kenyatta (Ichaweri, Gatundu körzet, Thika kerület, Brit Kelet-Afrika, 1891. október 20. – Mombasa, 1978. augusztus 22.) kenyai politikus, író, aki munkáit angol nyelven alkotta; a kenyai nemzet alapító atyjaként tartják számon.

## Élete

### Ifjúsága
A kikuyu törzsből származó Kenyatta tanulmányait skót missziós iskolában végezte, majd Nairobiban vállalt munkát. 1920-tól vett részt a kelet-afrikai felszabadító mozgalomban. 1928-tól a Kikuyu Központi Szövetség főtitkára, a „Muigwithania” című lap szerkesztője. 1931 és 1946 közt jobbára Angliában élt – fonetikai, antropológiai valamint közgazdasági tanulmányokat folytatott – és dolgozott. Tanult a moszkvai egyetemen is.

### A politikában
1946-ban tért vissza hazájába, 1947-ben a Kenyai Afrikai Unió (KAU) elnöke lett. 1952-ben letartóztatták, évekig fogságban, majd száműzetésben élt.
1962 januárjában átvette a Kenyai Afrikai Nemzeti Unió (KANU) vezetését és a Törvényhozó Tanács választott tagja lett. A Londonban összehívott alkotmányozó konferencián (1962. február) kompromisszumos megoldás született. Központi kormányt állítottak fel, amely a kereskedelmi, a pénzügyi és a külügyi teendőket látta el. Koalíciós kormány alakult a KANU és a KADU részvételével, hogy a rendszerváltás alkotmányos útját felügyelje (1962. április 6.). A kétpárti átmeneti kormány azonban sikertelen volt. A területen sztrájkokra, felforgató cselekményekre került sor. Kenyatta minden erejét arra összpontosította, hogy a rend helyreálljon. Elérte, hogy riválisai is a függetlenség mielőbbi elérését tekintsék elsődlegesnek. Így az 1963. májusi választásokon a KANU ismét győzelmet aratott (az alsóházba 75%-ban Kenyatta híveit választották be); júniustól miniszterelnök. Az újabb londoni konferencián rögzítették a függetlenség dátumát.

### Kenya vezetőjeként
Kenya 1963. december 12-én vált független királysággá. Kenyatta kidolgozta az ország alkotmányát, s a kormányzati politika egyik fő kérdésévé a Nagy-Britanniával való békés viszony kialakítását és fenntartását tette. Ennek eredményeként kiáltották ki a köztársaságot 1964. december 12-én, melynek első államelnöke lett, s mint az első független kenyai vezető gondot fordított a kiegyensúlyozott külpolitikára. A belpolitikában pedig végrehajtotta az ígért földreformot, amely a földtulajdon újraosztásával földeket juttatott vissza az afrikaiaknak a fehérek birtokainak részleges kisajátításával. Mint kikuyu származású vezető, nem törekedett népcsoportja kizárólagos uralmának a kiépítésére, ahogyan azt Obote vagy Amin tette Ugandában. Mint elnök szembefordult a baloldallal, s felszámolta Kenyában a baloldali ellenzéket.

### Írói munkássága
Legfontosabb műve a Facing Mount Kenya: The Tribal Life of Gikuyu (Kenya heggyel szemben: a kikuyu törzsi élet, 1938). Az önéletrajzi ihletésű mű értéke, hogy ötvöződnek benne a népi hagyományok, szokások leírásai  vannak benne, az ország aktuális gazdasági és politikai problémáinak leírásával. Egyéb ismertebb munkái: My people of Kikuyu, and The Life of Chief Wangombe (Kuju népem és Wangombe főnök élete, 1942); Kenya-Land of Conflict (Kenya, a konfliktusok földje, 1945).